# Simon Ljungman
Frank Simon Ljungman, född 10 september 1979 i Örgryte församling, Göteborgs och Bohus län, är en svensk gitarrist, låtskrivare, sångare och körledare.

## Biografi
Ljungman spelar gitarr i Håkan Hellströms kompband sedan 2008. Han är också sångare, låtskrivare och gitarrist i SeLest, som gav ut sitt första album 2010. Dessutom spelar han i Hjärtats orkester, Staten, Strandvägen och Augustifamiljen.
Sedan 2013 är Ljungman artist in residence vid Vara konserthus. I denna egenskap har han framfört en egen tolkning av Mozarts requiem tillsammans med SeLest.
Ljungman blev 2009 ledare för Almakören (tidigare Kör-för-alla) i Göteborg. Ett arbete som avslutades 2017. Han har också samarbetat mycket med Brunnsbo musikklasser.